# Xylocopa friesiana
Xylocopa friesiana är en biart som beskrevs av Maa 1939. Xylocopa friesiana ingår i släktet snickarbin, och familjen långtungebin. Inga underarter finns listade i Catalogue of Life.